# Bashir Abdel Samad
Pour les articles homonymes, voir Samad.
Bashir ou Beshir Abdel Samad (arabe : بشير عبد الصمد) (né à Toukh en août 1966) est un footballeur international égyptien.
En sélection, il a participé avec l'équipe d'Égypte à la CAN 1994 et a terminé en tant que joueur à la place de meilleur buteur du championnat d'Égypte 1993-94 avec 15 buts (à égalité avec Ahmed El Kass).